# 9859 Ван Льєрд
9859 Ван Льєрд (9859 Van Lierde) — астероїд головного поясу, відкритий 3 серпня 1991 року.
Тіссеранів параметр щодо Юпітера — 3,294.